# Bibelen på hverdagsdansk
Bibelen på hverdagsdansk er en oversættelse af Bibelen til et almindeligt, let læseligt og let tilgængeligt hverdagsdansk. Oversættelsen indeholder et let anvendeligt og meget informativt noteapparat. Den er oversat efter det dynamiske oversættelsesprincip af Alice og Iver Larsen i samarbejde med et internationalt netværk af oversættere. Iver Larsen er lingvist med stor erfaring i oversættelsesarbejde i bl.a. Kenya for Wycliffe Bible Translators, som han fortsat er konsulent for. 
Bibelen på hverdagsdansk er sponsoreret af International Bible Society, som har ophavsretten til den, men udgivet og distribueret af Forlaget Scandinavia i København. Forlaget Scandinavia udgav Bibelen på hverdagsdansk i første version i 1992, hvor der var tale om en oversættelse af den engelske Living Bible, sponsoreret af Living Bibles International. Den reviderede udgave kom i november 2007.
Et tilsvarende arbejde er udført på den engelske Living Bible. Resultatet blev The New Living Translation, som udkom første gang i 1996.

## Eksterne links
Der er for få eller ingen kildehenvisninger i denne artikel, hvilket er et problem. Du kan hjælpe ved at angive troværdige kilder til de påstande, som fremføres i artiklen.

- Bibelen på hverdagsdansk